# Province de Hưng Yên
Hưng Yên est une des provinces de la région du Delta du Fleuve Rouge du Viêt Nam.

## Administration
Sa capitale se trouve au sud de la province, à Hưng Yên.

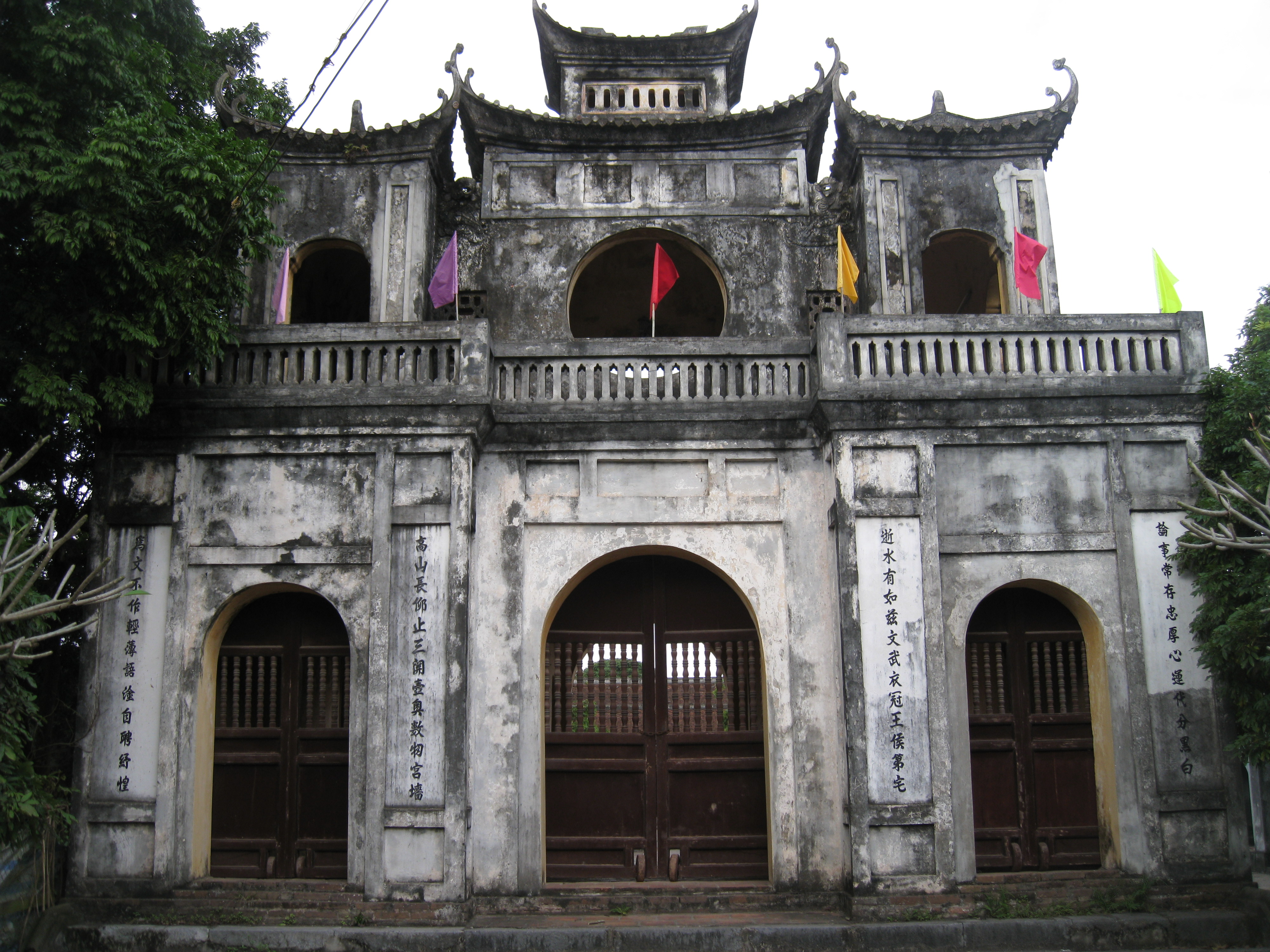
Entrée du temple de la Littérature de Hung Yen.

La Province de Hưng Yên est composée de la ville de Hung Yen et des districts suivants:
- Ân Thi
- Khoái Châu
- Kim Động
- Mỹ Hào
- Phù Cừ
- Tiên Lữ
- Văn Giang
- Văn Lâm
- Yên Mỹ

## Source
1. ↑  Area, population and population density in 2012 by province, General Statistics Office Of Vietnam (lire en ligne)